# Ferme de Niederhergheim
La ferme de Niederhergheim est un monument historique situé à Niederhergheim, dans le département français du Haut-Rhin.

## Localisation
Ce bâtiment est situé au 2, rue des Vignes à Niederhergheim.

## Historique
L'édifice fait l'objet d'une inscription au titre des monuments historiques depuis 1999.